# Víctor Hugo Borja Morca
Víctor Hugo Borja Morca   (Guadalajara, 28 de juliol de 1912 - Ciutat de Mèxic, 8 de novembre de 1954) fou un jugador de bàsquet mexicà que va competir durant la dècada de 1930. Era germà del també jugador de bàsquet Carlos Borja.
El 1936 va prendre part en els Jocs Olímpics de Berlín, on guanyà la medalla de bronze en la competició de bàsquet.